# ベアトリス・デ・ポルトゥガル (1380-1439)

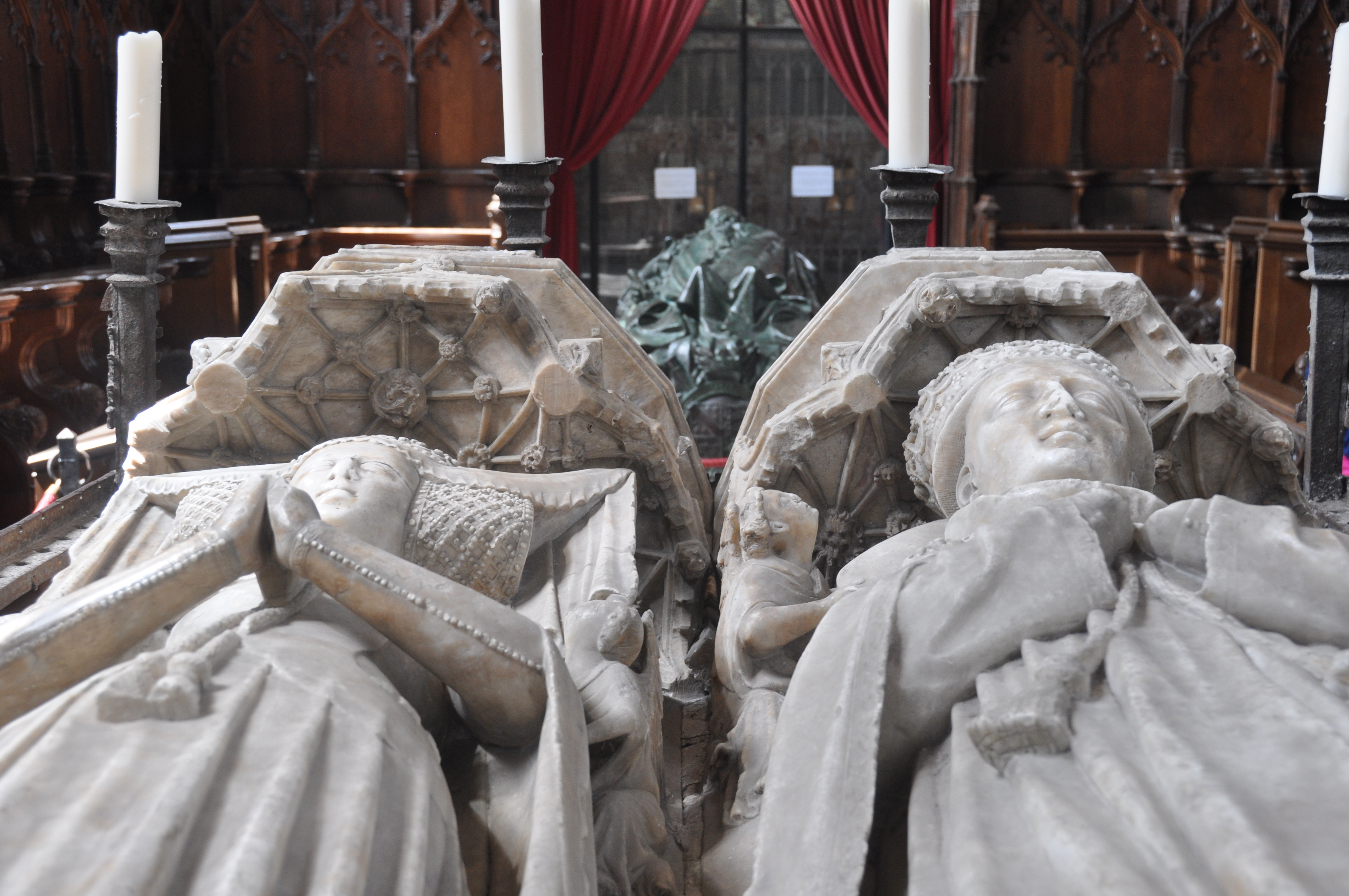
アランデル城内フィッツアラン家礼拝堂に安置されたベアトリスと最初の夫アランデル伯爵の寝棺像

ベアトリス・デ・ポルトゥガル（Beatriz de Portugal, 1380年頃 - 1439年11月）は、ポルトガル・アヴィシュ朝の開祖ジョアン1世王の非嫡出の娘。

## 生涯
ジョアンが1385年王位に就き、イングランドから王妃フィリッパ・オブ・ランカスターを迎える前に、妾のイネシュ・ピレシュとの間にもうけた女子である。母の出自はユダヤ人靴直しとも、古いポルトガル貴族とも言われている。ベアトリスの生年は1380年頃と推定され、おそらくポルトガル南部アレンテージョ地方ヴェイロシュ（Veiros）で生まれた。同母兄アフォンソとともに、王妃フィリッパの手許で教育を受けた。
1405年4月にイングランド貴族の第12代アランデル伯爵トマス・フィッツアランとの結婚が決まり、リスボンで代理結婚式を行う。同年中に同母兄アフォンソに伴われてイギリスにわたり、フィリッパ王妃の弟のイングランド王ヘンリー4世臨席のもと、1405年11月26日に大勢の宮廷人が参集した盛大な婚礼をロンドンで挙げた。アランデル伯はヘンリー王の死別した最初の妻メアリー・ド・ブーンの従弟であった。
アランデル伯と1415年に死別すると、長く未亡人として暮らした。1432年、継母フィリッパ王妃の甥にあたる第2代ハンティンドン伯爵ジョン・ホランドと再婚する。いずれの夫との間にも子はいなかった。ハンティンドンがイギリス王領アキテーヌ総督として赴任していたボルドーで死去した。生前、ガーター勲章を拝受している。
時として、第5代タルボット男爵ギルバート・タルボットと結婚し、サー・トマス・フェッティプレイスと再婚したポルトガル人女性ベアトリス・ピント（Beatrice Pinto、1447年没）と混同されることがある。

## 引用・脚注
1. 1 2  Santos Silva 2007, p. 78.
2. ↑  Santos Silva 2007, p. 89.
3. 1 2 3  Rodrigues Oliveira 2010, p. 412.
4. ↑  Collins, Hugh (2000). The Order of the Garter 1348-1461: Chivalry and Politics in Late Medieval England. Clarendon Press. p. 83. ISBN 9780198208174 2021年10月27日閲覧。
5. ↑  Elbl, Martin Malcolm (2023). “The Pregnant Abbess: Sex, Social 'Norms', and Nuns in the Lower Douro Valley Southern Hill Country, 1410s – 1440s”. Portuguese Studies Review 31 (2):  7–69.. The last part of the article discusses "the other Portuguese lady", Beatriz Pinto (and her two spouses -- Gilbert Talbot and Thomas Fettiplace [not 'Fittiplace']), at length, in context and with extensive secondary and primary sources (English and Portuguese). The article includes a digital facial reconstruction from burial effigy. The pages specifically pertaining to Beatriz Pinto and the confusion involving her and the Countess of Arundel are 58-69.